# Gemayel
Los Gemayel (en árabe,  الجميّل; Ŷumayyil o Ŷemayyel) son una prominente familia libanesa de confesión maronita basada en Bikfaya de la que proceden destacados líderes políticos en la historia contemporánea del Líbano. 

## Historia

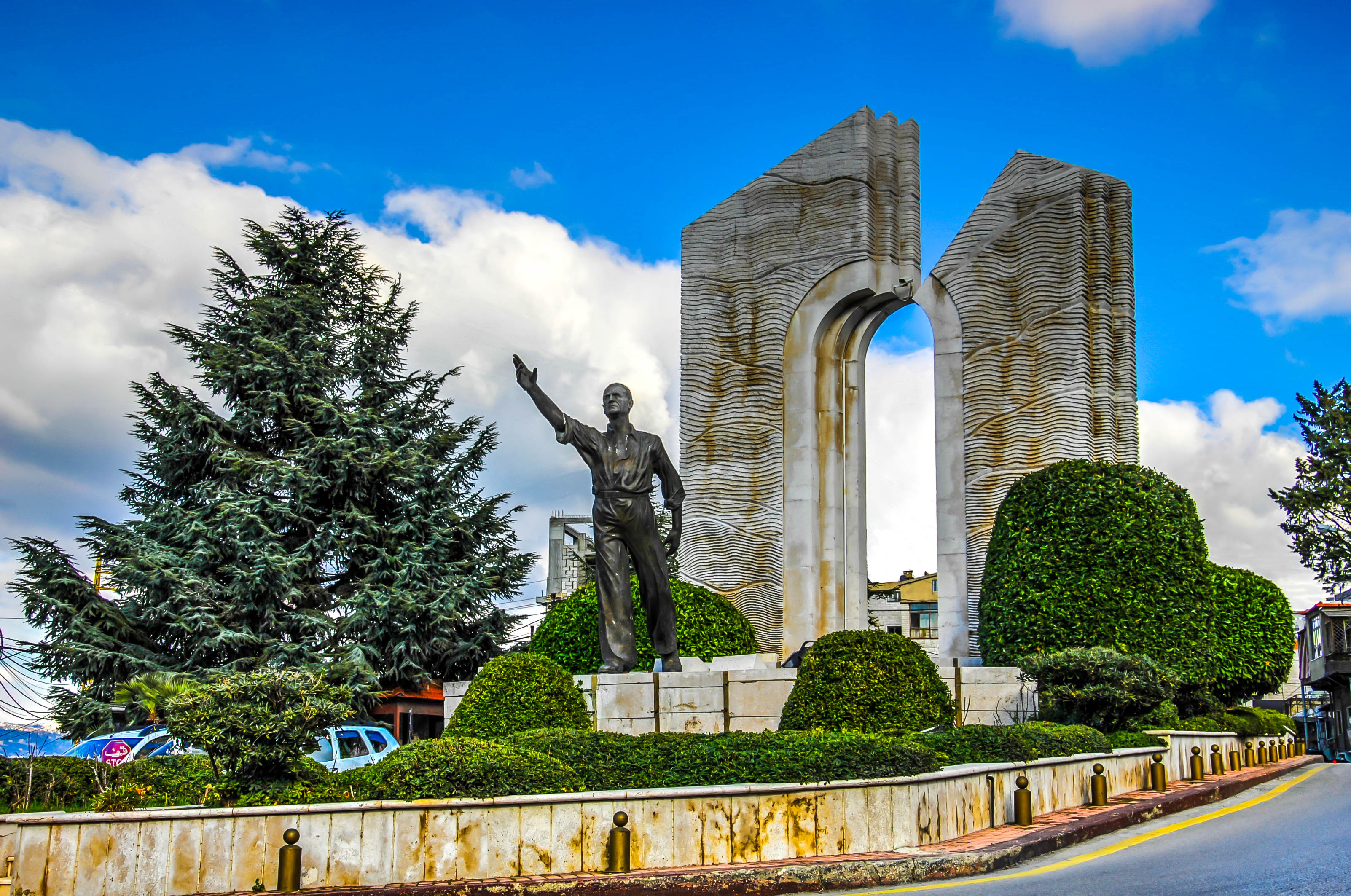
Estatua de Pierre Gemayel en Bikfaya, Líbano.

La familia es mencionada en los registros burocráticos como parte de los habitantes de Bikfaya desde el siglo XVI. Desde esa época hasta el siglo XVIII, fueron los jeques del pueblo.

## Miembros notables
- Filipos Gemayel, patriarca maronita por un corto periodo entre 1795 y 1796.
- César Gemayel (1898 – 1958), pintor.
- Geneviève Gemayel (1908 – 2003), política, piloto, artista, y esposa de Pierre Gemayel.

- Pierre Gemayel (1905 – 1984), fundador del partido Kataeb. Padre de Amin y Bashir.
- Bashir Gemayel, (1947 – 1982), miembro del partido Kataeb y fundador de las Fuerzas Libanesas. Presidente electo del Líbano en 1982, asesinado días antes de asumir el cargo.
- Amine Gemayel (1942), Presidente del Líbano de 1982 a 1988 en sucesión de su hermano, Bashir.
- Solange Gemayel (nacida Tutunji), política. Viuda de Bashir, con quien tuvo dos hijos: Nadim y Youmna.
- Nadim Bachir Gemayel, político.
- Pierre Amine Gemayel, (1972 – 2006), político y exministro de industria, asesinado en 2006. Hijo de Amine Gemayel.
- Samy Gemayel (1980), político. Hijo de Amine Gemayel.
- Boutros Gemayel (1932 – 2021), arzobispo emérito de la Archieparquía Católica Maronita de Chipre.